# De TV Kantine
De TV Kantine was een televisieprogramma waarin Carlo Boszhard en Irene Moors elke aflevering verschillende bekende Nederlanders persifleerden. Ze werden regelmatig bijgestaan door onder anderen collega's Elise Schaap, Chantal Janzen en Ron Boszhard. De eerste uitzending was op 20 maart 2009. De eerste twee seizoenen trok het programma gemiddeld 1,5 miljoen kijkers. De derde en de vierde serie werden bekeken door gemiddeld 2,2 miljoen kijkers. Seizoen 5 en 6 trokken gemiddeld 1,5 miljoen kijkers. Het zevende seizoen was goed voor gemiddeld 1,3 miljoen kijkers per aflevering. De laatste aflevering was op 25 februari 2021.

## Formule
In De TV Kantine werd iedere week een aantal bekende Nederlanders gepersifleerd. In de setting van een 'TV Kantine' speelde er in elke aflevering zich een apart verhaal af, waarin de gepersifleerde BN'ers een rol hadden. Wekelijks speelden verschillende echte bekende Nederlanders een gastrol in De TV Kantine.

## Eerdere persiflages
In 1996 begonnen Boszhard en Moors al met typetjes in Pittige tijden, onderdeel van het populaire kinderprogramma Telekids. Nadat Telekids stopte, pakten ze het persifleren weer op in het programma Life & Cooking. In een van de eerste seizoenen werden Willem-Alexander en Máxima nagedaan in Hou Van Holland. Daarna volgden nog onder meer De Veerbootjes, ShowTime, Marianne & Mari (over Marianne van Wijnkoop en Mari van de Ven) en het zeer succesvolle De Wereld Slaat Door, een parodie op De Wereld Draait Door met Matthijs van Nieuwkerk.

## Seizoenen

### Seizoen 1 (2009)
Het eerste seizoen van de persiflagecomedy begon op 20 maart 2009. Het seizoen telde zeven reguliere afleveringen en één compilatie-uitzending. Iedere aflevering had een andere verhaallijn, zoals de zoektocht naar het Gouden TV-Idee, een nieuwe serie AVRO's Sterrenslag, de bruiloft van Patty Brard enzovoort. Iedere aflevering werd afgesloten door een stichtelijk woord van de overleden Jos Brink.
Ter gelegenheid van het twintigjarig jubileum van RTL Nederland werd op vrijdag 2 oktober 2009 een speciale aflevering van De TV Kantine uitgezonden. Hierin werden bekende RTL-sterren gepersifleerd, zoals Ron Brandsteder en Viola Holt. Ook waren er persiflages op oude programma's als De 5 Uur Show en Rad van Fortuin.

### Seizoen 2 (2010)
Het tweede seizoen van De TV Kantine begon op 9 april 2010. In dit seizoen zitten naast oude persiflages ook een hoop nieuwe persiflages, zoals Maik de Boer, Jan Kooijman, Paul de Leeuw, Tatjana Šimić en Bram Moszkowicz. De afleveringen staan telkens in een ander thema, zoals Volendam of Koninginnedag. Daarnaast zijn er persiflages op televisieprogramma's als 'Allo 'Allo!, Schone Schijn en The Golden Girls.

### Seizoen 3 (2010-2011)
Van november 2010 tot en met januari 2011, tussen de liveshows en de uitslagen van de nieuwe talentenjacht The voice of Holland, werden de afleveringen uitgezonden. Het seizoen bestaat uit negen afleveringen. Er worden nieuwe typetjes nagedaan zoals René van der Gijp, Jokertje en Barbie uit Oh Oh Cherso, Bonnie St. Claire en André van Duin.

### Seizoen 4 (2011-2012)
Het vierde seizoen van De TV Kantine begon op 2 december 2011 en werd tussen de liveshows en de uitslagen van het tweede seizoen van de talentenjacht The voice of Holland de afleveringen uitgezonden. Het seizoen bestaat uit zeven afleveringen. Dit seizoen werd er zowel vaste (zoals: Kim Holland, Maik de Boer en Marijke Helwegen, Patty Brard en Patricia Paay, René en Natasja Froger) als nieuwe (zoals: Britt en Ymke, Angela Groothuizen en Roel van Velzen, Bert van der Veer en Judith Osborn, John de Mol, René van der Gijp en Keith Bakker) typetjes ingezet.

### Seizoen 5 (2013)
Dit seizoen werd het niet meer op vrijdag uitgezonden, maar op zaterdag. Verder zijn er, net als vorig seizoen, vaste BN'ers in de TV Kantine. Dit keer zitten Loretta Schrijver en Quinty Trustfull samen gezellig aan de koffie en hebben Angela Groothuizen en Roel van Velzen plaatsgemaakt voor collega-juryleden Marco Borsato en Trijntje Oosterhuis. Zij zijn niet de enige nieuwe stamgasten: naast hen zetten Olga Commandeur, Valerio Zeno, Paul Turner en Euvgenia Parakhina, Johan Boskamp, Quintis Ristie, Bram Moszkowicz en Eva Jinek (samen aan één tafel) de kantine op zijn kop. Maar ook de vertrouwde gezichten Kim Holland, Patty Brard, René van der Gijp en Bert van der Veer komen weer voorbij.

### Seizoen 6 (2014)
Seizoen 6 van De TV Kantine werd wederom op de zaterdagavond uitgezonden en begon op 11 januari 2014. Verder zijn er, net als vorige seizoenen, vaste BN'ers in de TV Kantine. Dit keer heeft Albert Verlinde de plek overgenomen van Kim Holland en hebben Marco Borsato en Trijntje Oosterhuis plaatsgemaakt voor Ali B en Ilse DeLange. De andere nieuwe personages zijn: Jan Mulder en Maarten van Rossem, Jandino Asporaat, Sylvie Meis en Roy Donders, Joop en Janine van den Ende, René van der Gijp en Wim Kieft, Addy van den Krommenacker en Lieke van Lexmond en Martine Bijl.

### Seizoen 7 (2015)
Het zevende seizoen werd vanaf vrijdag 27 februari 2015 om 20.30 uur uitgezonden. De vaste gezichten in de Hilversumse hotspot zijn onder anderen Humberto Tan, Andy en Melisa van der Meijde, Plien en Bianca, Spike en Hans Klok. Verder persiflages op Divorce, Goede tijden, slechte tijden en Boer zoekt vrouw.

### Seizoen 8 (2016)
In het seizoen 2015-2016 kwam er geen nieuw seizoen van De TV Kantine. Dit omdat Irene Moors overgestapt is van RTL naar SBS en te druk was met haar eigen programma's. Na een pauze van een jaar keerde De TV Kantine toch weer terug. Moors mocht geen programma's presenteren voor RTL, maar wel als actrice verbonden zijn aan de zender. De nieuwe vaste typetjes in de kantine zijn onder anderen Arjen Lubach, Eva Simons, Philippe Geubels, Jan Versteegh, Richard Groenendijk, Dinand Woesthoff, Angela Schijf, Co Adriaanse, Xenia Kasper, Janny van der Heijden en Robèrt van Beckhoven. Tevens kwamen er dit seizoen, naast Boszhard en Moors, weer andere bekende Nederlanders langs, die een persiflage uitvoerden, zoals Elise Schaap en Chantal Janzen. Het achtste seizoen werd van 29 oktober tot en met 17 december op zaterdagen uitgezonden. De leader van dit seizoen is geïnspireerd op die van de Amerikaanse comedyserie Modern Family.

### Seizoen 9 (2018)
Voor het eerst dient de bekende kantine niet meer als rode draad. De persiflages worden ditmaal aangekondigd vanuit een bepaalde tv-studio, zoals die van Jinek, Voetbal Inside en de Comedy Central Roast. Dit seizoen komen er naast Boszhard en Moors ook meerdere andere bekende Nederlanders langs, die een persiflage uitvoeren, zoals Jelka van Houten, Buddy Vedder, Yolanthe Sneijder-Cabau, Maan, Elise Schaap en Esmée van Kampen. Het negende seizoen werd vanaf zaterdag 20 januari t/m zaterdag 10 maart uitgezonden.

### Seizoen 10 (2019)
Het jubileumseizoen van De TV Kantine ging op 30 maart 2019 van start. Ook dit seizoen werden de persiflages aangekondigd vanuit een bepaalde tv-studio, zoals die van RTL Boulevard en Weet Ik Veel. Nieuwe typetjes waren onder anderen Famke Louise, Heleen van Royen, Johnny de Mol, Nikkie Plessen en Sanne Wallis de Vries. Tevens kwamen er dit seizoen, naast Boszhard en Moors, ook weer andere bekende Nederlanders langs, die een persiflage uitvoerden, zoals Elise Schaap, Chantal Janzen, Dilan Yurdakul, Nienke Plas, Paul de Leeuw, Lieke van Lexmond, Silver Metz en Ilse Warringa. Tevens was Famke Louise in een gastrol te zien naast haar eigen persiflage. Het tiende seizoen werd van zaterdag 30 maart t/m zaterdag 11 mei 2019 uitgezonden.

### Seizoen 11 (2020)
Het elfde seizoen van De TV Kantine ging op 27 februari 2020 van start. Dit seizoen wordt het niet meer op zaterdagavond uitgezonden, maar op donderdagavond. Ook dit seizoen werden de persiflages aangekondigd vanuit een bepaalde tv-studio, zoals die van Chateau Meiland, Beste Zangers en RTL Boulevard. Nieuwe typetjes waren onder anderen de familie Meiland, Francis van Broekhuizen, Özcan Akyol en Henk Westbroek. Tevens kwamen er dit seizoen, naast Boszhard en Moors, ook weer andere bekende Nederlanders langs, die een persiflage uitvoerden, zoals Elise Schaap, Ron Boszhard, Ilse Warringa, Pip Pellens, Annick Boer en Maarten Heijmans.
Het elfde seizoen werd van donderdag 27 februari t/m donderdag 9 april 2020 uitgezonden.

### Seizoen 12 (2021)
Het twaalfde seizoen van de De TV Kantine begon 7 januari 2021 met een aflevering van De Casting Kantine. De eerste echte aflevering van seizoen twaalf werd uitgezonden op 14 januari 2021. Tevens kwamen er dit seizoen, naast Boszhard en Moors, ook weer andere bekende Nederlanders langs die een persiflage uitvoerden; zoals Elise Schaap, Annick Boer, Everon Jackson Hooi en Valentijn Benard.

## Schoolmusical
Op zondag 8 december 2013 heeft Carlo Boszhard in Life4You 'TV Kantine de musical' gepresenteerd. De musical is gemaakt voor alle leerlingen van groep 8 die afscheid nemen van de basisschool. Voor de productie tekent het team van Benny Vreden Kinderproducties. 'TV Kantine de musical' is een combinatie van de belevenissen van bekende Nederlanders op bezoek in de kantine en een traditionele Benny Vreden afscheidsmusical.

## De TV Kantine Backstage
Tijdens het zesde seizoen van De TV Kantine werden er iedere zondagmiddag (van 12 januari 2014 t/m 16 februari 2014) backstagebeelden vertoond in Carlo & Irene: Life4You. Elke week werd er een bekende Nederlander gevolgd die een gastrol heeft gespeeld. Ook was er steeds een promo van de komende uitzending te zien. De afleveringen van De TV Kantine Backstage zijn als bonus verschenen op de dvd van seizoen 6.
De gastrollen werden achtereenvolgens gespeeld door Goedele Liekens, Patricia Paay, Marco en Leontine Borsato, Johnny de Mol, Ruben van der Meer en Hans Kraay jr.

## Typisch Carlo & Irene
In 2012 namen Carlo Boszhard en Irene Moors een pilot op voor een nieuw programma. Dit is een spin-off op De TV Kantine. In 2014 kregen ze groen licht voor het programma. In het programma, met als titel Typisch Carlo & Irene, worden onder andere personages uit De TV Kantine nagedaan. Deze worden door Boszhard en Moors gepersifleerd, maar ook door BN'ers die te gast zijn. De eerste aflevering was te zien op 12 april 2014.

## De Casting Kantine
Op 7 januari 2021, een week voor seizoen twaalf van De TV Kantine begon, werd De Casting Kantine uitgezonden. In De Casting Kantine gaat Carlo Boszhard samen met Elise Schaap en Irene Moors op zoek naar nieuw imitatietalent. Dit eenmalige programma werd gepresenteerd door Buddy Vedder. De aflevering bestaat uit drie rondes, een werksessie, een Ranking the Stars-ronde en de finale. Tijdens de werksessie komen verschillende groepen kandidaten auditie doen, ze krijgen allemaal kort de tijd om hun imitatie aan Boszhard en Schaap te tonen. Van deze kandidaten gaan er zeven door naar de volgende ronde. In deze volgende ronde krijgen de kandidaten ook een complete make-over naar hun personage; zij gaan vervolgens als hun personages Ranking the Stars spelen. Van deze groep gingen er drie kandidaten door naar de finale. In de finale speelden de drie overgebleven kandidaten een scene in het programma Jinek samen met Annick Boer (als Eva Jinek) en Ilse Warringa (als Ilse DeLange). De aflevering werd gewonnen door Ricardo Ras die Robert ten Brink persifleerde; hij kreeg als prijs een rol in de eerste aflevering van seizoen twaalf in De TV Kantine. Uiteindelijk waren naast de winnaar ook twee andere kandidaten in het twaalfde seizoen in een gastrol te zien; zo was Pim van Hövell als Bram Krikke en Hinda Ferjani als Doutzen Kroes te zien.

## Televiziergala
De TV Kantine droeg in 2020 bij aan het Televiziergala. Onder meer Boszhard, Moors en Schaap presenteerden de tien best gewaardeerde televisiefragmenten van dat jaar. Men koos voor het Binnenhof als decor en Boszhard kroop onder meer in de huid van Jaap van Dissel en Moors vertolkte de rol van Irma Sluis. Deze eenmalige special was te zien bij de AVROTROS.

## Merchandising
De eerste acht seizoenen zijn uitgebracht op dvd. Van seizoen 1 en 2 is er ook een gezamenlijke dvd-box gemaakt. Naast de dvd's is er in 2010 een bordspel van De TV Kantine verschenen. In het najaar van 2014 verscheen er een geheel nieuw bordspel.

## Discografie
| Single met eventuele hitnotering(en) in de Nederlandse Top 40 | Datum van verschijnen | Datum van binnenkomst | Hoogste positie | Aantal weken | Opmerkingen              |
| ------------------------------------------------------------- | --------------------- | --------------------- | --------------- | ------------ | ------------------------ |
| Fienger Fienger Fienger                                       | 2010                  |                       |                 |              | #50 in de Single Top 100 |
| Holland is...                                                 | 2010                  |                       |                 |              |                          |
| Aan de schijt!                                                | 2010                  |                       |                 |              | #50 in de Single Top 100 |

## Prijzen
| Jaar | Award gevende               | Award                  | Resultaat |
| ---- | --------------------------- | ---------------------- | --------- |
| 2010 | Beeld en Geluid Awards      | Amusement              | Gewonnen  |
| 2010 | Gouden Televizier-Ring Gala | Gouden Televizier-Ring | Gewonnen  |
| 2012 | Montreux Comedy Awards      | Best Sketch Show       | Gewonnen  |

## Trivia
- De titelsong van het programma werd ingezongen door Glennis Grace.
- De TV Kantine maakte tijdens de eerste zeven seizoenen gebruik van een eigen lachband. De aflevering werden elke zondag getoond aan het publiek van Carlo & Irene: Life4You en dit werd dan onder de afleveringen gemonteerd.
- In aflevering 7 van het eerste seizoen zaten de ouders van Carlo Boszhard als gast bij het huwelijk van Patty Brard. Zijn moeder, Wil Boszhard, maakte in de tweede aflevering van seizoen 9 ook een verschijning als het personage Will uit Stranger Things.
- Tijdens het Gouden Televizier-Ring Gala 2009 werden de 10 leukste tv-momenten van 2009 vertoond. De persiflage van de X Factor stond op de 10e plaats.
- Tijdens de uitreiking van de John Kraaijkamp Musical Awards op 8 juni 2009 maakten Boszhard en Moors als Erwin van Lambaart en Marianne van Wijnkoop, die overigens beiden in de zaal zaten, de winnaar van de ANWB Publieksprijs bekend.
- Op 25 januari 2010 won De TV Kantine een Beeld en Geluid Award in de categorie 'Amusement'.
- In 2010 won het programma met 38 % de Gouden Televizier-Ring tijdens het 45e Televizier Gala. Hiermee versloeg het programma Ik hou van Holland (RTL 4) en Wie is de Mol? (AVRO). André van Duin reikte de prijs aan het duo uit.
- Het hoogste kijkcijfer aantal was op 21 januari 2011, dit waren ongeveer 3 miljoen kijkers. De TV Kantine dankt de hoge score onder meer aan The voice of Holland, dat direct ervoor ook miljoenen kijkers wist te boeien met de finale hiervan.